# Cytaea catella
Cytaea catella là một loài nhện trong họ Salticidae.
Loài này thuộc chi Cytaea. Cytaea catella được Tord Tamerlan Teodor Thorell miêu tả năm 1891.